# Økodag
|  | Sammenskrivningsforslag Artiklen Økodag er foreslået føjet ind i Økologisk Landsforening. (Siden september 2016) Diskutér forslaget |

Økodag er den dag, hvor de økologiske malkekøer kommer på græs efter en vinter i stalden.
Økologiske landmænd over hele landet åbner staldporten 14. april 2024 kl. 12.00, og lukker køerne ud.
Alle økologiske køer kommer på græs hele sommerhalvåret hvorimod kun 20 – 25 % af de ikke-økologiske køer kommer på græs. 
Økodag kaldes også Køernes forårsfest[kilde mangler] og er arrangeret i et samarbejde mellem Økologisk Landsforening og de økologiske mejerier Naturmælk, Thise, Arla, Øllingegaard, Osted og Them. 
Den første Økodag blev holdt i 2005, og siden er det blevet et stort tilløbsstykke.[kilde mangler]